# فيليبي مانويل غونسالفيس
فيليبي مانويل غونسالفيس (بالبرتغالية: Felipe Manoel Gonçalves) (4 نوفمبر 1989 بساو باولو في البرازيل - ) هو لاعب كرة قدم برازيلي في مركز الوسط. لعب مع نادي سبورت ريسيفه ونادي فياريال ونادي ليفانتي ونادي هويسكا ونادي بايساندو ‏ ونادي كاشياس دو سول وGuaratinguetá Futebol ‏ وNacional Futebol Clube ‏ وFutebol Clube Santa Cruz ‏ ونادي ريو بريتو ونادي نوفو هامبورغو وAssociação Atlética Santa Cruz ‏.

## وصلات خارجية
- فيليبي مانويل غونسالفيس على موقع قاعدة بيانات كرة القدم.إي يو (الإنجليزية)
- فيليبي مانويل غونسالفيس على موقع Soccerway.com (الإنجليزية)